# 章守华
章守华（1917年—2022年12月17日），男，江苏苏州人，中国金属材料科学家、冶金教育家，北京科技大学教授，博士生导师。曾主持创建中華人民共和國第一个金相热处理专业。